# Anne-Catrin Maerzke
 (avril 2016).
Si vous disposez d'ouvrages ou d'articles de référence ou si vous connaissez des sites web de qualité traitant du thème abordé ici, merci de compléter l'article en donnant les références utiles à sa vérifiabilité et en les liant à la section « Notes et références ».
Anne-Catrin Märzke, ou Anne Katrin Maerske, née le 17 septembre 1985 à Parchim, est une top model et mezzo-soprano allemande. 
Elle a été vocaliste durant les concerts du groupe de power metal Kamelot durant les dernières tournées du groupe en Europe et aux États-Unis de 2007 à 2009.

## Rôle
- 2011: "Hinterm Horizont" en tant que Jessy jung, Mareike
- 2009: "Die kleine Seejungfrau" en tant que la petite siréne
- 2008: "Und der Morgen ist Weltuntergang" en tant que Polly
- 2008: "Wustrau goes to Hollywood" en tant que soliste
- 2008: "Das Feuerzeug" en tant que Princesse
- 2007: "Hollywood" en tant que Norma
- 2007: "Das Feuerzeug" en tant que Princesse
- 2006: "Das Feuerzeug" en tant que Princesse
- 2006: "Baluba Bar" en tant que Birte
- 2004: "Musical Moments Stars in Concert" en tant que soliste
- 2004: "Jesus Christ Superstar", dans les chœurs
- 2004: "Best of Musical" Stage Fever Ensemble
- 2004: "Musicalgala" (Frankfurt) en tant que soliste
- 2004: "Musicalgala" (Hamburg) en tant que soliste
- 2003: "Am Swimmingpool" en tant que Lolla Lolla
- 2003: "Die zertanzten Schuhe"  en tant que la Princesse Helena
- 2001: "Räuber Vieting" en tant que pirate de l'air, Hanna
- 2000: "Erfolg-Erfolg" en tant que fan de Tony

## Filmographie
- 2008: ZDF - "Musical Showstar 2008" - Protagoniste
- 2006: NDR - "Aktuelle Schaubude" Gesangspartnerin von Christian Anders
- 2006: ZDF - Live -Sendung "Willkommen bei Carmen Nebel" duo avec Uwe Kröger
- 2003: ZDF - "Stage Fever - Bühne fürs Leben" - 13 épisodes

## Discographie
- 2008: Ghost Opera - The Second Coming - Live in Belgrade